# Hermann Jensen Bohn

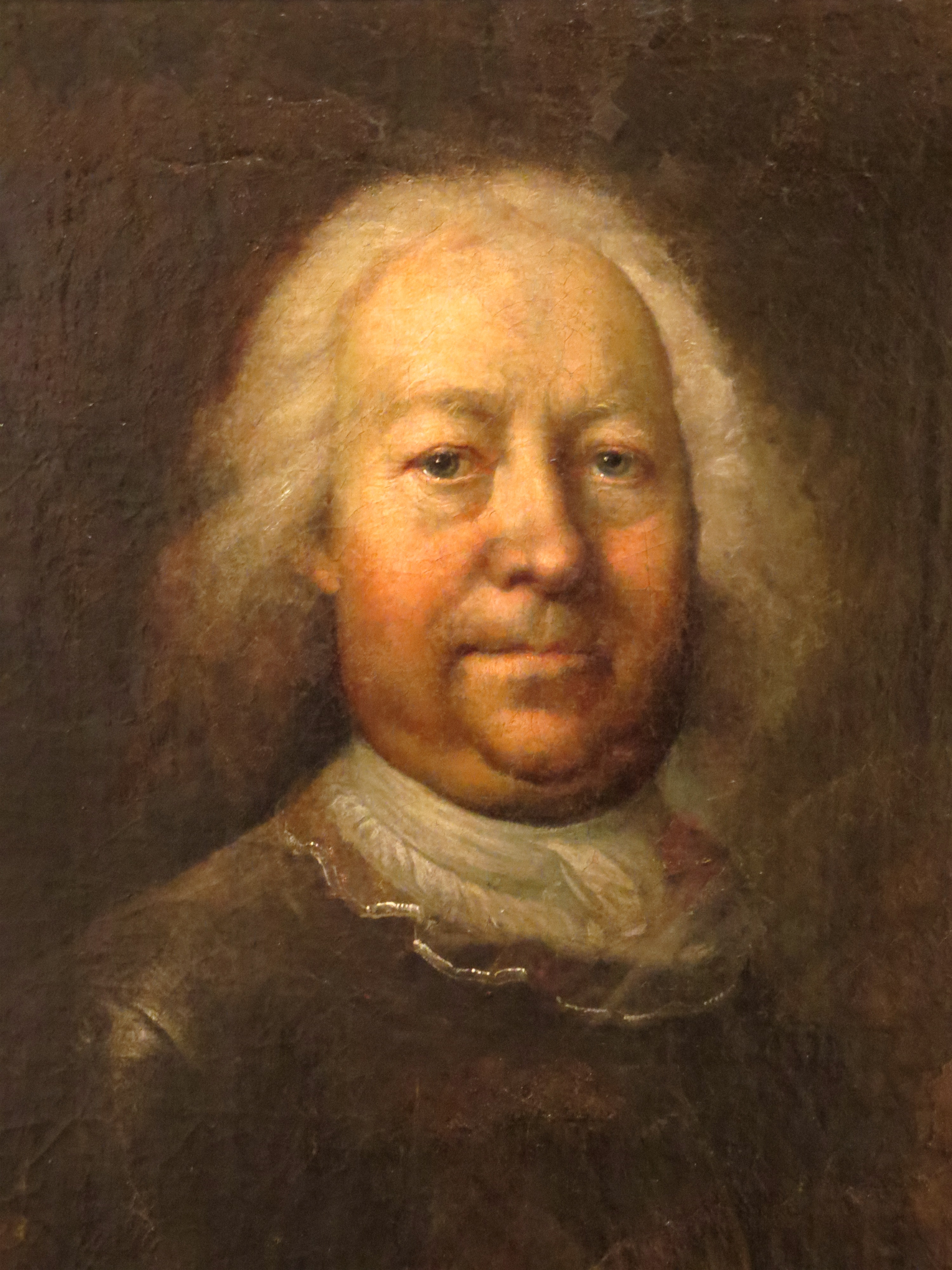
Hermann Jensen Bohn (Gemälde von Georg Christoph Grooth)

Hermann Jensen Bohn (* 1672 in Rønne; †  6. Juli 1743 in Reval) war ein russischer Generalleutnant und Generalgouverneur von Livland.

## Leben
Hermann Jensen Bohn entstammte dänischen Familien. Seine Eltern waren der Kaufmann Jens Hansen Stuve (1626–1677) und Barbra Hermansdatter, geborene Bohn. Er vermählte sich 1722 mit Catharina, geborene Reutern (1679–1746), Witwe des Hermann von Brevern.
Bohn absolvierte eine Ingenieursausbildung in Kopenhagen und arbeitet dann ab 1697 als Unterkondukteur. 1699 trat er in das Militär ein. 1702 wurde er Adjutant beim dänischen Hilfskorps in Italien und Ungarn und arbeitete als Kartenzeichner. 1705 beförderte man Bohn zum Leutnant. Im Jahr 1708 wurde er von Wien aus für den russischen Dienst angeworben und von Peter I. zum General-Quartiermeister ernannt. In dieser Funktion nahm er an der Schlacht bei Poltawa und 1711 am Pruth-Feldzug teil. 1711/12 war er Kommandeur eines eigenen Infanterie-Regiments. 1718 wurde er Generalleutnant. 1726/27 war er zeitweise General-Gouverneur von Livland. 1727 fungierte er als Präsident des Kriegskollegiums.

## Auszeichnungen
- Alexander-Newski-Orden